# Tartu
Tartu (Dorpat, em alemão e sueco; Tērbata, em letão; Тарту, em russo) é a segunda maior cidade da Estônia e capital da região de Tartu. Na Estônia, é considerada a capital universitária do país, devido à localização da conceituada Universidade de Tartu. Tartu se situa 186 km ao sudeste de Tallinn, a capital da Estônia, e é considerada o centro da região sul do país. O Rio Emajõgi, que conecta os dois maiores lagos do país, atravessa a cidade, que em 2004 possuía 101.297 habitantes.

## História
Em 1202 o Papa pede uma cruzada contra os pagãos ao redor do Mar Báltico. Tomando seu apelo, a Ordem Alemã dos Cavaleiros da Espada começa a conquistar e a cristianizar a Estônia. Tartu, o último holdout estoniano, cai em 1224. Como resultado, Tartu é feito um bispado, parte do estado Livonian baseado em Riga. Enquanto isso, os estonianos étnicos reduzem o status de servos. Em 1262, o príncipe Dmitry de Novgorod ataca e destrói Tartu, mas não consegue capturar a nova fortaleza de pedra dos alemães em Toome Hill. Durante este século Tartu desenvolve-se em uma cidade mercante ocupada. Dorpat, como seus residentes principalmente alemães chamá-lo, se junta à Liga Hanseática na década de 1280.
Em meados de 1500, as Cruzadas tinham terminado, a cultura da Europa estava mudando, e a Ordem Livoniana estava se separando. A área agora conhecida como Estônia tornou-se um ponto de disputa entre o poder crescente da Rússia e uma coalizão de potências ocidentais. Esta rivalidade conduziu à Guerra da Livônia de 1558-1583, que terminou na derrota russa. Tartu (ainda conhecido como Dorpat) caiu sob o governo da Lituânia, que por sua vez estava em uma união pessoal com a Polônia. 
A dominação polonês-lituana não duraria, entretanto. Durante o início dos anos 1600, o grande rei sueco Gustavus Adolphus transformou seu país remanso em uma das grandes potências da Europa. Tartu tornou-se uma de suas conquistas em 1629. Por várias décadas, os suecos mantiveram Tartu apesar da ameaça russa. Este período viu a fundação da famosa Universidade da cidade, sob o patrocínio de Gustavus Adolphus, bem como a primeira casa de impressão Tartu. 

## Nomes históricos
Como Tartu esteve sob o domínio de diferentes povos durante a sua história, existem diversos nomes para a cidade em idiomas diferentes. A grande maioria deriva da forma mais antiga registrada, em estoniano, "Tarbatu". Em alemão, sueco e polonês, a cidade é conhecida como Dorpatⓘ, uma variante de "Tarbatu". Em russo, a cidade foi conhecida como Юрьев (Yuryev) em homenagem a Jaroslau I, o Sábio, e também como Дерпт (Derpt), uma variação de "Dorpat". Entretanto, desde 1917 o nome estoniano Tartu foi adotado.

## Cidades-irmãs
- Bærum, Noruega
- Deventer, Países Baixos
- Ferrara, Itália
- Fredriksberg, Dinamarca
- Hafnarfjörður, Islândia
- Hämeenlinna, Finlândia
- Kaunas, Lituânia
- Lüneburg, Alemanha
- Pskov, Rússia
- Riga, Letônia
- Salisbury, Estados Unidos
- Tampere, Finlândia
- Turku, Finlândia
- Uppsala, Suécia
- Veszprém, Hungria
- Zutphen, Países Baixos

## Pessoas famosas
- Aleksander Tammert (2-2-1973)
- Adolf von Harnack (7-5-1851)
- Clement Ivanov (3-6-1990)
- Heino Eller (7-3-1887)
- Heinrich Lenz (12-2-1804)
- Jaan Kirsipuu (17-7-1969)
- Lauri Aus (4-11-1970 - 20-7-2003)
- Markko Märtin (10-11-1975)
- Timo Toots (15-9-1982)

## Galeria

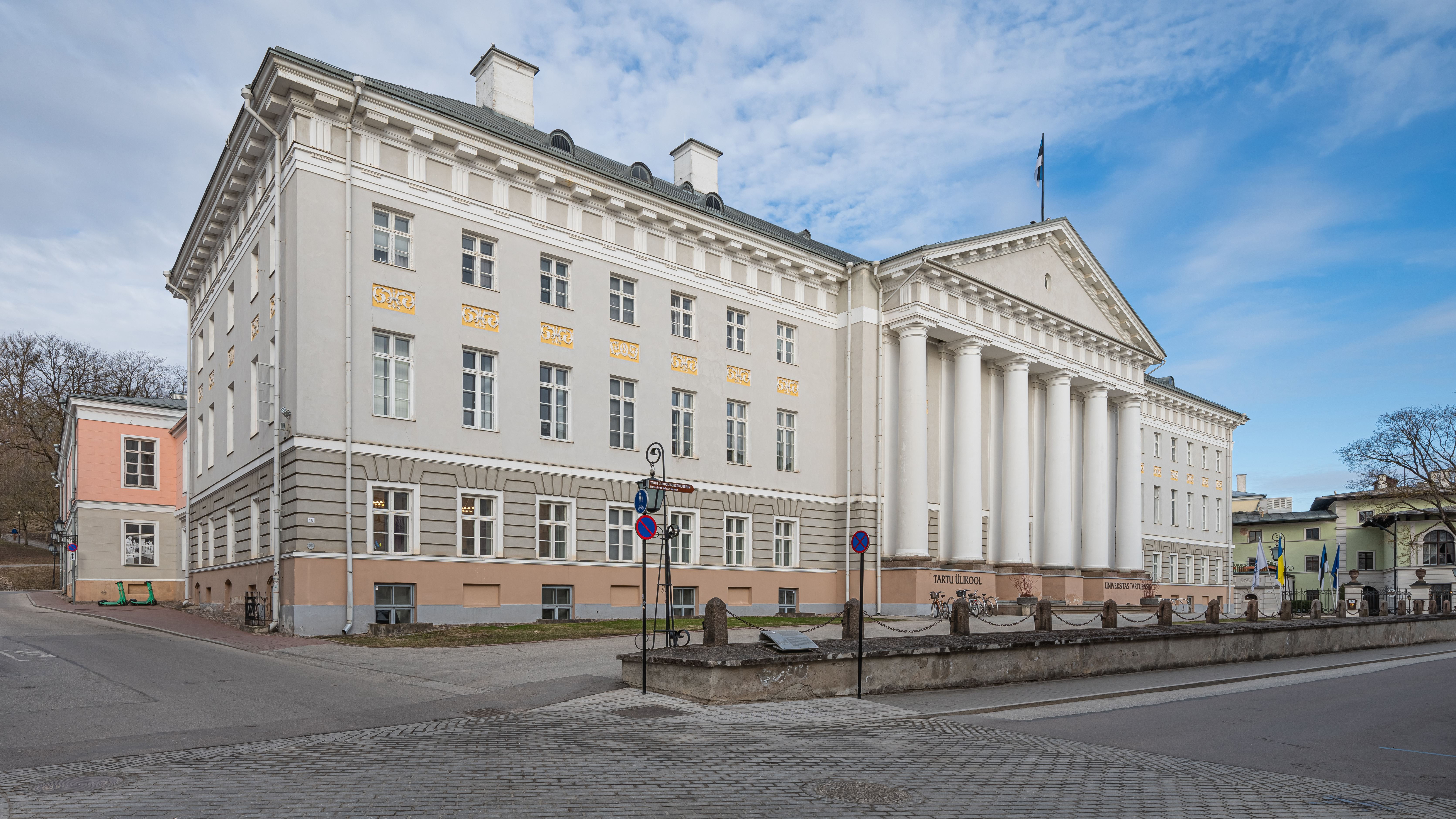
Prédio Principal da Universidade de Tartu
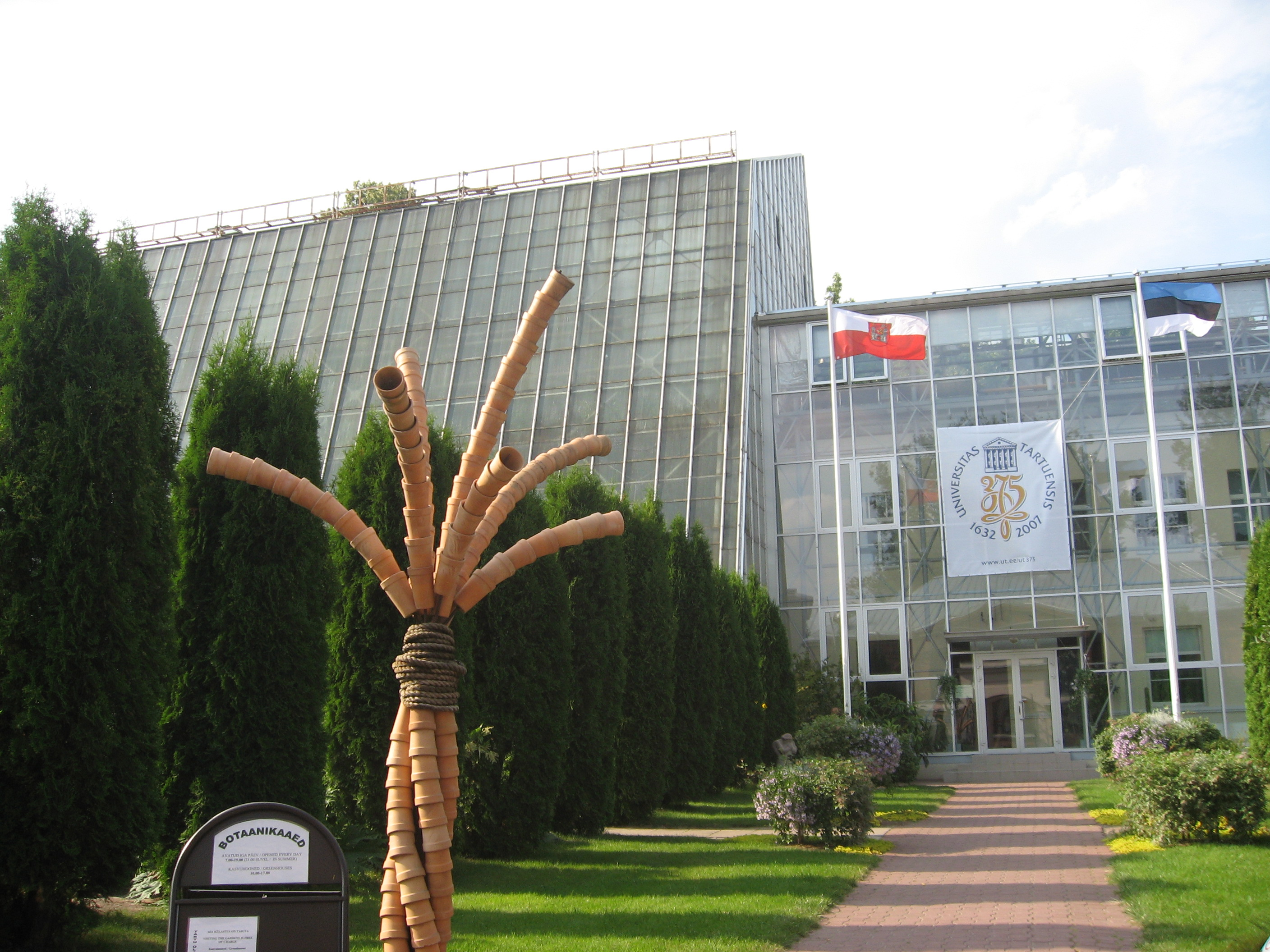
Jardim Botânico
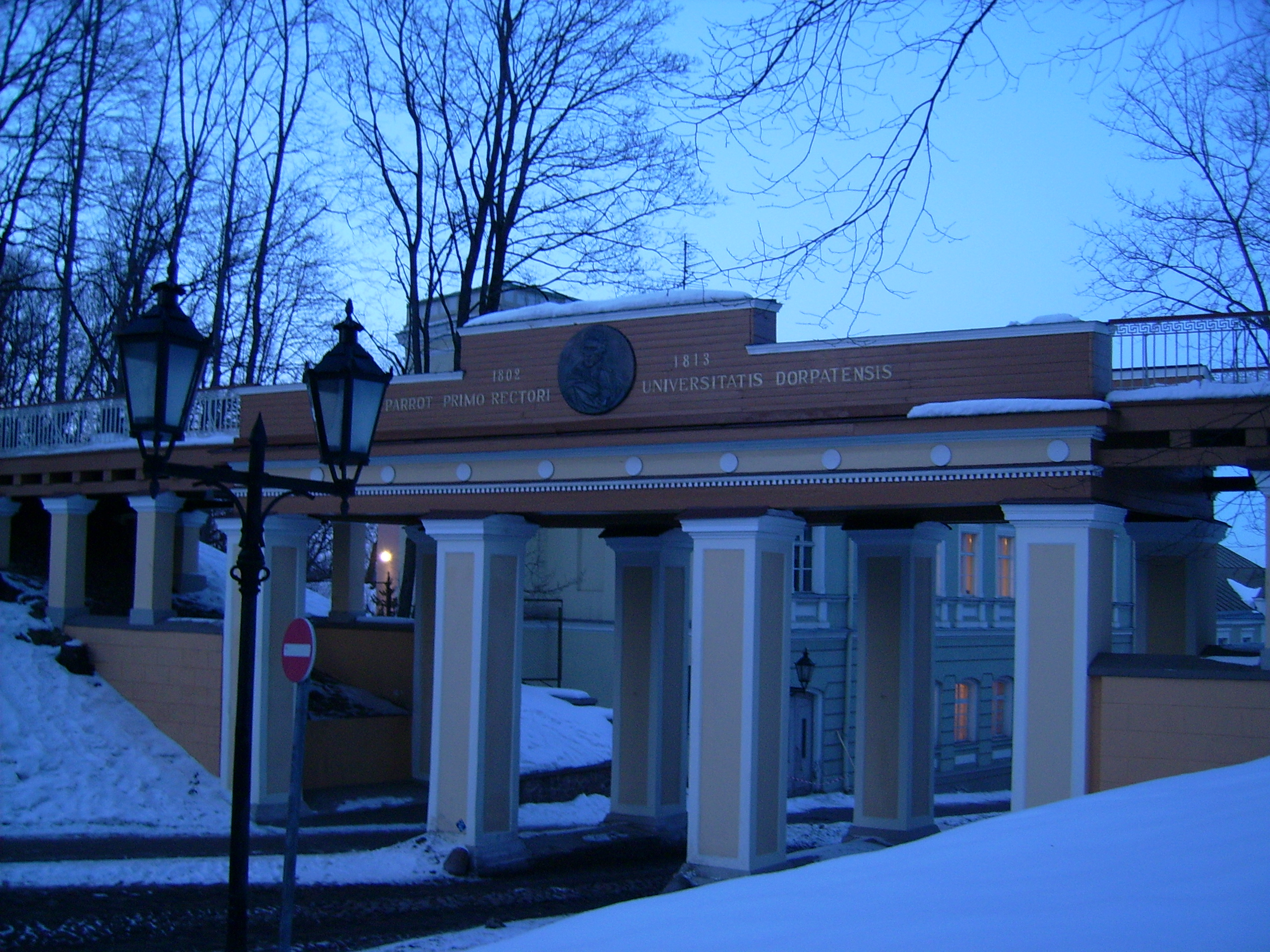
"Ponte do Anjo" no inverno
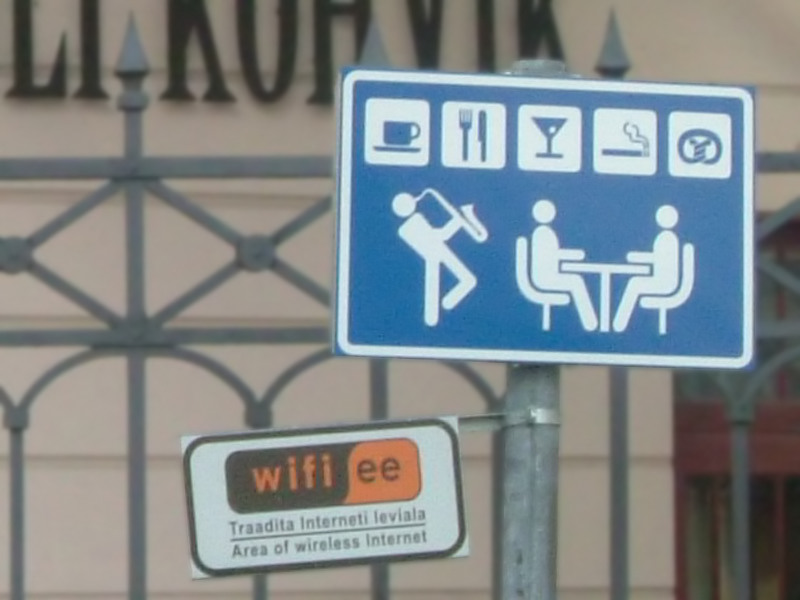
Em frente ao University Cafe
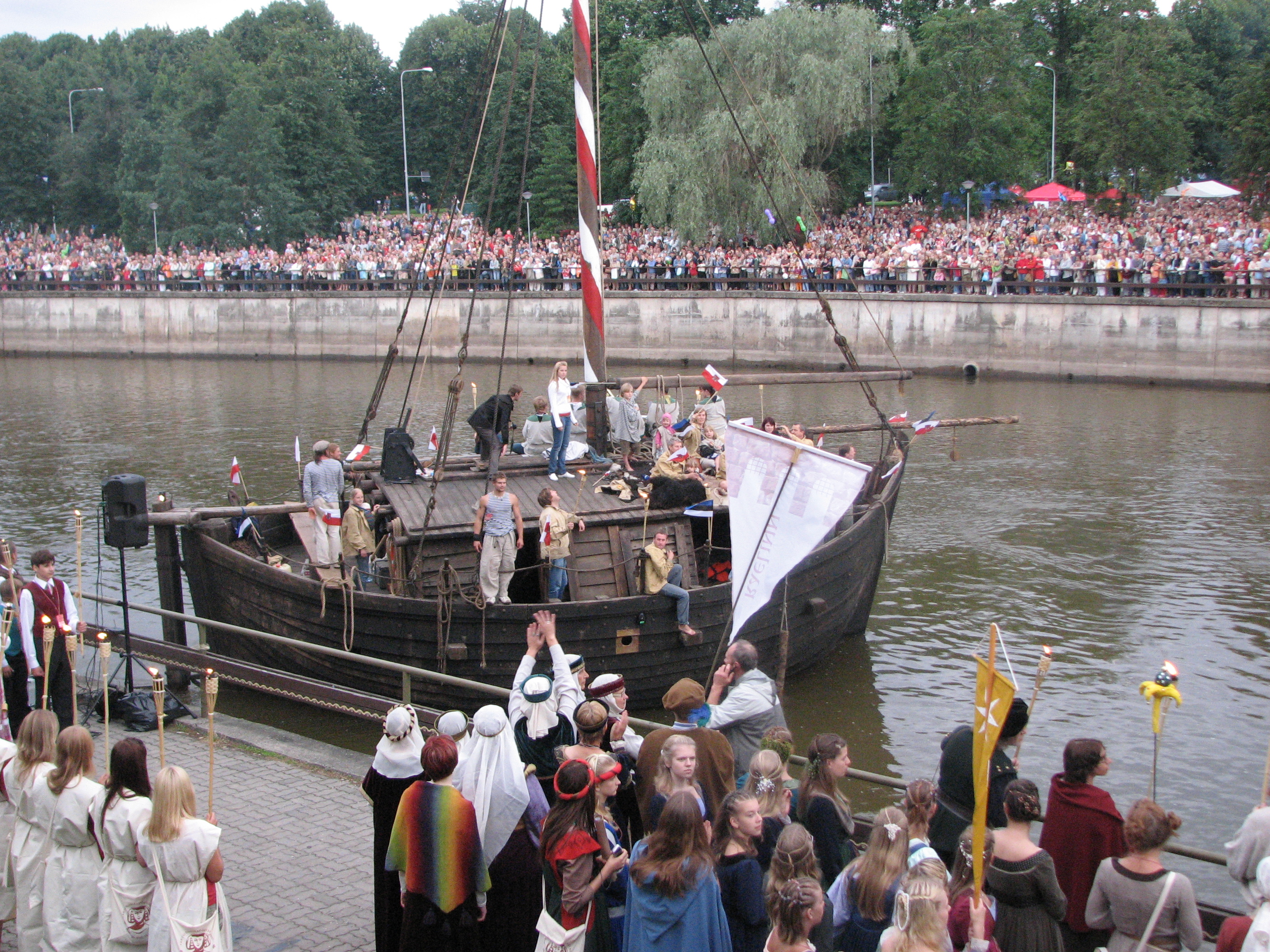
Celebracão do "Hansapäev"
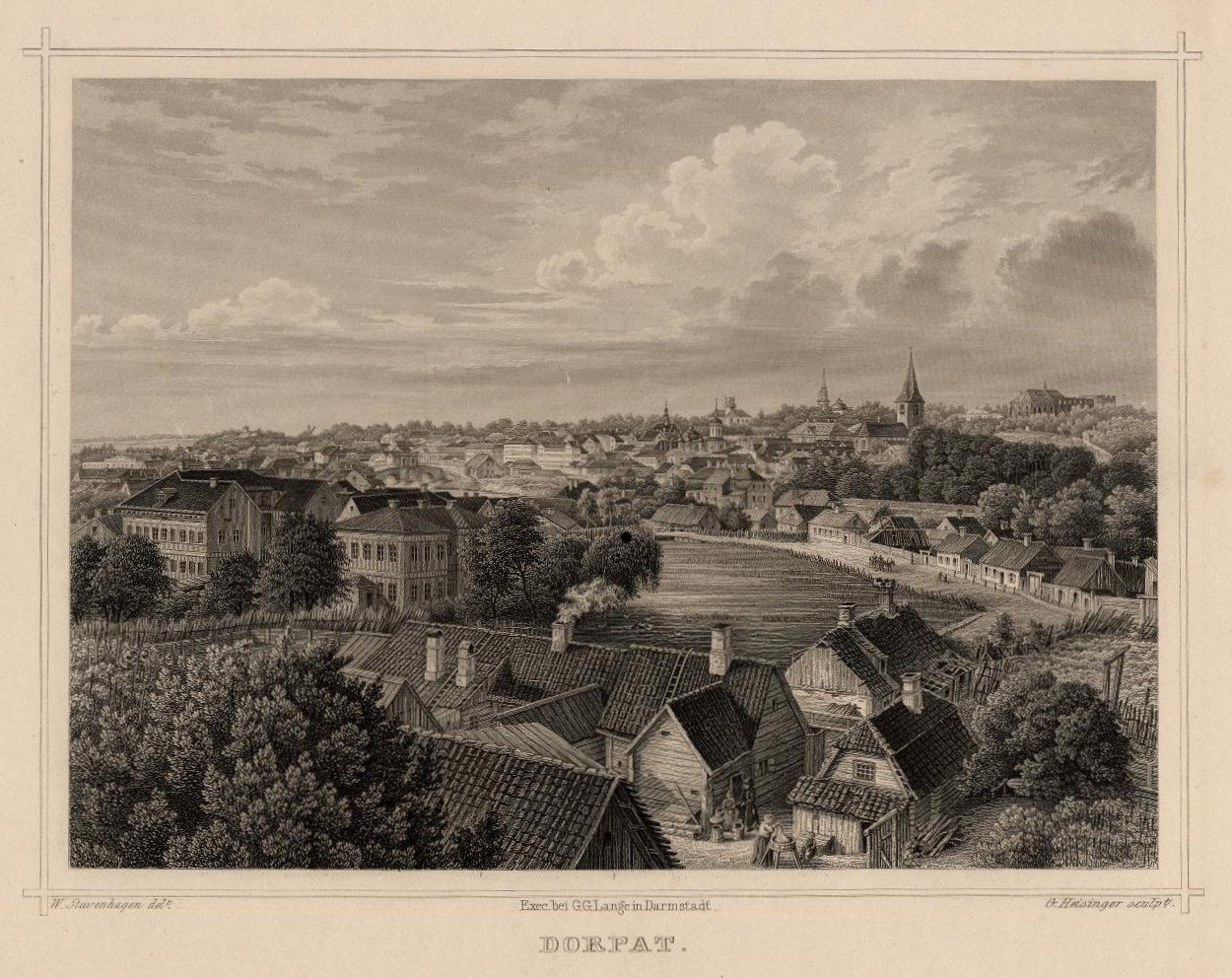
Tartu em 1866